# Úrsula Ruiz
Úrsula Ruiz Pérez (* 11. August 1983 in Lorca) ist eine spanische Kugelstoßerin.

## Sportliche Laufbahn
2002 belegte Úrsula Ruiz den zehnten Platz bei den Juniorenweltmeisterschaften 2002 in Kingston wie auch bei den U23-Europameisterschaften im darauf folgenden Jahr in Bydgoszcz. 2005 kam sie bei den U23-Europameisterschaften auf den zwölften Platz. 2009 nahm sie an der Universiade in Belgrad teil und belegte dort Platz sechs. 2010 gewann Ruiz die Bronzemedaille bei den Ibero-Amerikanischen Meisterschaften und qualifizierte sich auch für die Europameisterschaften in Barcelona, bei denen sie aber bereits in der Qualifikation ausschied. 2011 nahm sie erneut an den Welt-Studentenspielen im chinesischen Shenzhen teil und wurde erneut Sechste. 2012 qualifizierte sich Ruiz sowohl für die Hallenweltmeisterschaften, als auch für die Freiluft Europameisterschaften in Helsinki, schied aber beidmalig in der Qualifikation aus. Ein weiterer großer Erfolg war die Teilnahme an den Olympischen Spielen in London. Sie stellte dabei in der Qualifikation eine neue persönliche Bestleistung auf, konnte sich aber dennoch nicht für das Finale qualifizieren.
2013 wurde Ruiz bei den Halleneuropameisterschaften in Göteborg zunächst Achte und rückte später wegen der nachträglichen Disqualifikation von Jewgenija Kolodko auf den siebten Platz vor. Bei den Weltmeisterschaften in Moskau schied sie in der Qualifikation aus. 2014 nahm Ruiz an den Hallenweltmeisterschaften und den Europameisterschaften in Zürich teil und schied erneut beide Male in der Qualifikation aus. Bei den Halleneuropameisterschaften 2015 in Prag belegte Ruiz im Finale erneut den achten Platz. Des Weiteren schied sie in der Qualifikation der Weltmeisterschaften 2015 in Peking aus. Die Europameisterschaften 2016 in Amsterdam beendete sie auf dem zehnten Platz, konnte sich aber nicht erneut für die Olympischen Spiele in Rio de Janeiro qualifizieren.
2017 qualifizierte sich Ruiz für die Halleneuropameisterschaften in Belgrad und schied dort mit 16,15 m in der Qualifikation aus.

## Persönliche Bestleistungen
- Kugelstoßen: 18,28 m,	22. Juli 2017 in Barcelona (Spanischer Rekord)
  - Halle: 17,68 m, 7. Februar 2015 in Saragossa